# Żabikowo Prywatne
Żabikowo Prywatne – wieś w Polsce położona w województwie podlaskim, w powiecie zambrowskim, w gminie Szumowo.
Wierni kościoła rzymskokatolickiego należą do parafii Najświętszej Maryi Panny Częstochowskiej w Szumowie.

## Historia
W latach 1921–1939 wieś leżała w województwie białostockim, w powiecie łomżyńskim, w gminie Szumowo.
Według Powszechnego Spisu Ludności z 1921 roku wieś zamieszkiwało 168 osób, 159 było wyznania rzymskokatolickiego a 9 mojżeszowego. Jednocześnie 166 mieszkańców zadeklarowało polską przynależność narodową a 2 żydowską. Były tu 23 budynki mieszkalne. Miejscowość należała do parafii rzymskokatolickiej w Szumowie. Podlegała pod Sąd Grodzki w Zambrowie i Okręgowy w Łomży; właściwy urząd pocztowy mieścił się w Szumowie.
W wyniku napaści ZSRR na Polskę we wrześniu 1939 miejscowość znalazła się pod okupacją sowiecką. Od czerwca 1941 roku pod okupacją niemiecką. Od 22 lipca 1941 do 1945 włączona w skład Landkreis Lomscha, Bezirk Bialystok III Rzeszy. W pobliżu wsi przebiegała Linia Mołotowa (Zambrowski Rejon Umocniony). Do dziś zachowały się schrony, rozsiane w okolicznych lasach. W latach 1975–1998 miejscowość administracyjnie należała do województwa łomżyńskiego.

## Wykopaliska
Podczas prac archeologicznych prowadzonych przy budowie drogi ekspresowej S8 na stanowisku archeologicznym „Żabikowo Prywatne 2” o powierzchni 70 arów 14 listopada 2015 r. dokonano odkrycia archeologicznego w postaci 322 srebrnych monet z okresu panowania dynastii Jagiellonów. W miejscu tym była osada, na co wskazuje odkrycie pozostałości ok. 250 obiektów. Skarb znajdował się w pasie budowanej drogi głównej, w XVI-wiecznej piwniczce, w glinianym naczyniu.  Są to grosze i półgrosze z czasów Kazimierza Jagiellończyka i Aleksandra Jagiellończyka, grosze z czasów Zygmunta Starego i Zygmunta Augusta, a także monety lenne Albrechta Hohenzollerna. Monety były wybite w mennicach Krakowa, Torunia, Wschowy, Gdańska. Najstarsza moneta pochodzi jednak z czasów króla Władysława Jagiełły, bądź nawet królowej Jadwigi z lat 80, 90. XIV wieku, najmłodsza zaś z 1563 roku. Zachowane są w bardzo dobrym stanie.